# Medophron nitidus
Medophron nitidus är en stekelart som först beskrevs av Horstmann 1976.  Medophron nitidus ingår i släktet Medophron och familjen brokparasitsteklar. Inga underarter finns listade i Catalogue of Life.